# La dama y la muerte
La dama y la muerte é um curta-metragem espanhol de animação de 2009 dirigido por Javier Recio Gracia. 
Como reconhecimento, foi nomeado ao Oscar 2010 na categoria de Melhor Animação em Curta-metragem.